# Rod (criptozoologia)
Rod è il termine con cui vengono chiamate delle teoriche creature che si sposterebbero attraverso l'aria a velocità tali da renderli invisibili ad occhio nudo.

## Storia

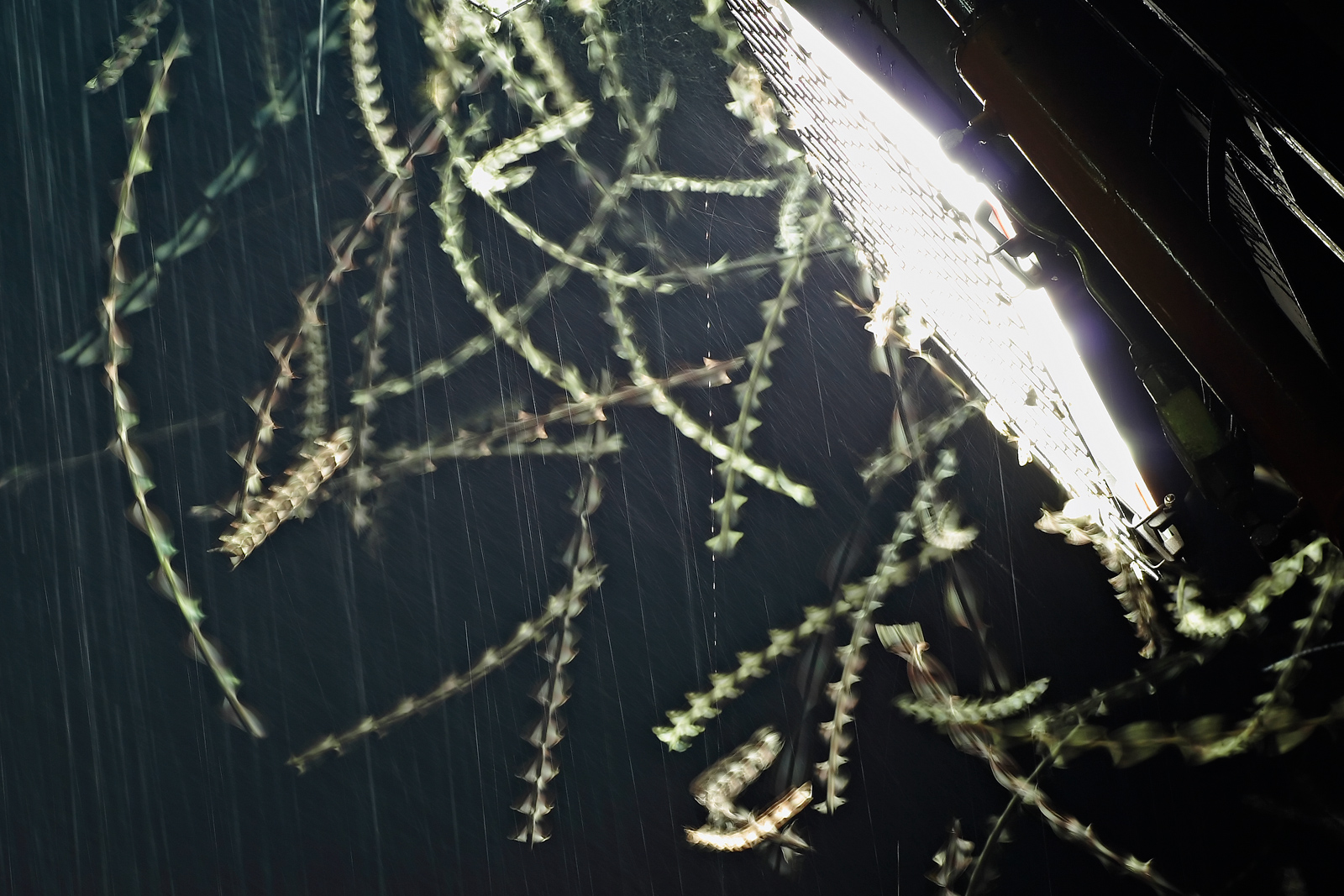
Falene che lasciano tracce luminose in una fotografia a lungo tempo d'esposizione, generando il fenomeno del rod.

I rod sono entrati solo nel 1994 nel campo di ricerca della criptozoologia, la loro esistenza come forme di vita è stata ipotizzata dal filmmaker José Escamilla, mentre si trovava nel Nuovo Messico a registrare un documentario UFO e notò la loro presenza.
Per un certo periodo non è esistita una definizione certa, anche se prevaleva comunque un forte scetticismo, dato che diverse spiegazioni più logiche e scientifiche spiegavano le frequenti illusioni ottiche prodotte dalle videocamere.
Esperimenti successivi hanno provato che questi rod che appaiono nei film, sono in realtà un'illusione ottica (soprattutto in registrazioni video interlacciate), e sono in genere tracce di battito d'ali di un insetto volante. Il giornalista del The Straight Dope Cecil Adams definisce i rod come un hoax, una truffa ai danni dei creduloni, rivelando la facilità di riprodurre il fenomeno fotografando con una lunga esposizione gli insetti che volano illuminati dalla luce, che appaiono come tracce luminose dovute al motion blur-

## Nella cultura di massa
Nel manga Le bizzarre avventure di JoJo: Stone Ocean i rod sono descritti come animali veri e propri, invisibili all'occhio umano ed esistiti fin dall'antichità, che si nutrono di calore: il personaggio Rykiel possiede un potere Stand (Sky High) che gli permette appunto di controllarli per assorbire quantità considerevoli di calore dai suoi nemici per invalidarli in vari modi.